# Entamoeba polecki
Az Entamoeba polecki az Amoebozoa törzs Entamoebidae családjába tartozó faj.

## Tudnivalók
Az Entamoeba polecki egysejtű élősködő, amely főleg a disznófélék és a majmok beleiben él, de az emberben, a szarvasmarhában, a kecskében, a juhban és a kutyában is megtalálható. Az ember akkor fertőződik meg tőle, ha lenyeli az amőbát. Ezt az élőlényt gyakran összetévesztik az Entamoeba histolyticával.
Az Entamoeba poleckit 1912-ben Csehországban fedezték fel. Felfedezője a cseh Von Prowazek volt.

## Fordítás
- Ez a szócikk részben vagy egészben  az   Entamoeba polecki című angol Wikipédia-szócikk ezen változatának fordításán alapul.  Az eredeti cikk szerkesztőit annak laptörténete sorolja fel. Ez a jelzés csupán a megfogalmazás eredetét és a szerzői jogokat jelzi, nem szolgál a cikkben szereplő információk forrásmegjelöléseként.